# Friedrich-Wilhem Dohse
Friedrich-Wilhem Dohse, né le 22 juillet 1913 en Allemagne du Nord et mort en 1995 à Kiel (Schleswig-Holstein) est, durant la Seconde Guerre mondiale, un lieutenant S.S.. Il dirige le Kommando IV des Sicherheitspolizei  und der Sicherheitsdienst plus connu sous le sigle de KDS, de Bordeaux où  il est un des plus redoutables adversaires de la Résistance française.

## Biographie
Friedrich-Wilhem Dohse est né le 22 juillet 1913 en Allemagne du Nord,. Son père est professeur de français et Friedrich-Wilhem Dohse parle cette langue. Il suit des cours au lycée de formation professionnelle de commerçant importateur et exportateur. En 1935, il entre dans la police judiciaire à Kiel.

### Bordeaux
Jeune policier de métier et sous-officier SS, Friedrich-Wilhem Dohse est envoyé à Bordeaux par Helmut Knochen le 26 janvier 1942. En 1942, les pouvoirs de Knochen s'étendent à l'ensemble de la France occupée et à la Belgique, il est promu SS-Standartenführer et devient le Befehlshaber der Sicherheitspolizei (Sipo) und des Sicherheitsdienst (SD) (commandant de la police de sécurité et de la sureté) de cette zone transnationale. Il est alors sous les ordres directs du SS-Brigadeführer Carl Oberg (HSSPf pour la France), lequel dirige l'ensemble de la SS et des polices de la zone occupée.
Dohse rejoint le SD en tant que membre du Parti nazi. Il se présente au capitaine Herbert Hagen, chef de l'antenne bordelaise du SD mais Hagen ne veut pas de lui. Il repart le soir même à Paris. Il se présente le lendemain à Karl  Boemelburg, le chef de la Gestapo en France, qui lui ordonne de retourner immédiatement à Bordeaux. Hagen ne fait alors plus de difficultés et quitte Bordeaux quelques mois plus tard, en mai 1942, et est remplacé par le capitaine Hans Luther (1909-11 mars 1970)
, magistrat dans le civil. Lorsque Luther veut se mêler des affaires de Dohse, il est relevé de son poste, le 19 octobre 1943, et remplacé par le commandant Walther Machule (1908-), jusqu'à la libération.
Entre 1942 et 1944, Friedrich Wilhelm Dhose est implanté cours du maréchal-Pétain, actuelle 224 avenue de la Libération-Charles de Gaulle au Bouscat où la La Gestapo bordelaise occupe cinq propriétés cossues. Elle compte plus de 200 agents parmi lesquels de nombreux Français notamment Pierre Poinsot né en 1907 commissaire aux affaires juives la Brigade Poinsot est composée d'une vingtaine d'hommes dont 15 inspecteurs et ses 2 frères Henri et Jean sa brigade s'installe à l'hôtel du Parc Lardy en mai 1944 car Poinsot est nommé a la sous direction des renseignements généraux à Vichy. Claude Bonnier, arrêté est conduit au siège de la Gestapo au Bouscat pour attendre l'arrivée de Dhose et l'interrogation. Il est enfermé dans une cellule, menottes aux poignets derrière le dos. Il se suicide en ingérant une pilule de cyanure qui était dissimulée dans sa ceinture. Celle-ci s'étant cassée en tombant par terre, il dut lécher ce qu'il restait du poison la mort ne fut pas immédiate. De la cellule voisine, un autre prisonnier entendit des gémissements et des râles. Les geôliers constatèrent son décès lorsqu'ils vinrent le chercher quelques heures plus tard pour lui faire subir un interrogatoire. Avant même d'apprendre qui était cet homme qui s'était présenté comme un « officier français », Dhose eut ce commentaire : « C'était un chef. »

### Après Bordeaux
Le 28 août 1944, Friedrich-Wilhem Dohse, alors sous-lieutenant, quitte Bordeaux. Il est muté à Dantzig puis au Danemark où il est arrêté par l'armée britannique. Remis aux forces françaises, il est emprisonné au fort du Hâ à Bordeaux le 24 juin 1947.

### Procès
Son procès, avec ceux de Hans Luther et du boxeur Anton Enzelsberger, le tortionnaire qui se charge de faire parler les victimes
 se tient devant un tribunal militaire à Bordeaux à partir du 5 mai 1953. Il est condamné à 7 ans de travaux forcés et ayant fait préventivement de la prison même si cela ne couvre pas la totalité de sa peine, il est libéré peu après à la fin du procès.
Les trois accusés doivent répondre de leurs 2000 arrestations, 1000 déportations et du meurtre de 2500 otages. ils sont aussi accusés d'avoir torturé des Résistants. Hans Luther est condamné à 5 ans de réclusion et libéré immédiatement ayant fait de la prison, et Anton Enzelsberger à 4 ans d'emprisonnement.

### Mort
Il meurt en 1995 à Kiel (Schleswig-Holstein) à l'âge de 82 ans, sans avoir exprimé le moindre repentir.